# Троицкая площадь Петроградской стороны
Тро́ицкая площадь Петроградской Стороны — старейшая площадь Санкт-Петербурга. Расположена в Петроградском районе, между Петровской набережной, Каменноостровским проспектом и улицей Куйбышева.

## Наименование
На карте 1717 года подписана как Большая площадь. В первой половине XVIII возникло название Троицкая площадь, по находившемуся на ней собору Святой Троицы.
В 1918—1923 годах называлась площадью Коммуна́ров, 6 октября 1923 года переименована в площадь Револю́ции, в память о революционных событиях 1917 года. 4 октября 1991 года возвращено историческое наименование Троицкая площадь.

## История
Возникла в начале XVIII века на Городском (ныне Петроградском) острове, одновременно с постройкой Петропавловской крепости. Троицкая площадь некогда была центром Санкт-Петербурга. На окраине сегодняшней площади в 1703 году появился маленький бревенчатый домик для Петра I. Недалеко от домика царя построили свои дома Р. В. Брюс, Н. М. Золотов, И. И. Бутурлин. В том же районе чуть севернее высились дома А. Д. Меншикова, Г. И. Головина, П. П. Шафирова, позади тянулась Дворянская улица. На ней находился деревянный собор Святой Троицы (сооружен в 1709—1711 годах). Со ступеней собора на площади объявляли впервые царские указы. В этом же соборе Пётр I стал императором. Здесь располагался деревянный Гостиный двор, состоявший из скопления лавочек без печей и окон. Рынок носил название «Ростовские ряды», так как многие торговцы были родом из Ростова Великого. Рынок сгорел 28 июля 1710 года, на его месте появились шалаши-лавчонки. Это был первый в городе «толкучий рынок», прозванный в народе «Татарским табором». В 1713 году на площади построили новый Гостиный двор, двухэтажное здание с галереей в виде длинной мазанки с черепичной крышей. На первом этаже помещались лавки, на втором этаже — склады. Гостиный двор принадлежал государству и охранялся солдатами. Также на ней находились здания Сената и коллегий, типография, таможня, государев кабак (аустерия «Трёх фрегатов», основан в 1705 году), корабельная пристань и порт, где выгружались и грузились иностранные суда.
В начале XVIII века на Троицкой площади проходили государственные церемонии, воинские парады, совершались публичные казни, проводились праздники, устраивались фейерверки. 4 октября 1721 года на Троицкой площади прошли торжества по поводу заключения Ништадтского мирного договора со Швецией. Пётр на бригантине причалил к Троицкой пристани, к этому моменту там собрался народ, сановники и высшее духовенство. Царь сошёл на берег и отстоял молебен в Троицкой церкви. На площади выставили кадки с вином и пивом. Со специального возвышения Пётр поздравил народ с заключением мира. С Петропавловской крепости раздается пушечная пальба, выстроившиеся полки стреляют из ружей. После ратификации договора 22 октября начались новые торжества. Пётр I с генералами и сановниками отстояли обедню в Троицком соборе. Сенаторы трижды прокричали «Виват», который был повторен толпой в церкви и на площади. Загремели трубы и барабаны, зазвонили колокола на церкви, раздалась пальба. С Троицкой площади Пётр отбыл в Сенат, где торжества продолжились.
В 1730-х годах с переносом правительственных и торговых учреждений на Васильевский и Адмиралтейский острова Троицкая площадь потеряла статус центральной. В начале XIX века со стороны Невы построены Троицкие «провиантские магазины» архитектора Л. Руски, главным фасадом к реке. В 1909 году здание было снесено. По указу императрицы Елизаветы Петровны в 1743 году деревянный Троицкий собор был разобран. Издан указ восстановить церковь «ровно такую, какова прежде была». 17 мая 1746 г. в присутствии Императрицы был освящен главный придел. Часть икон происходила из прежнего иконостаса, часть написали И. Я. Вишняков и М. Л. Колокольников. 27 марта 1750 новопостроенный храм от упавшей свечки сгорел дотла. В 1754—1756 годах он сооружается на прежнем месте по проекту архитектора С. А. Волкова. Троицкий собор дважды капитально ремонтировали в 1802 и в 1825 годах, так как он сильно пострадал лт наводнения 1824 года. Очередной ремонт проводился в 1875—1876 годах.
До начала XX века размеры Троицкой площади и её конфигурация были иные, по сравнению с современными. Берега Невы имели в этом месте другие, не правильные очертания, и проходили севернее современных. На западе площадь примыкала к гласису Петропавловской крепости, где в 1840-х годах здесь был разбит Александровский парк. В 1820-х годах был наведён наплавной Троицкий (Суворовский) мост через Неву. В 1903 году началось благоустройство Троицкой площади. В центре появился сквер, автор проекта и производитель работ садовый мастер В. И. Визе. Восточнее проезда к новому Троицкому мосту разбит сквер площадью 0,55 га в форме вытянутого треугольника с дугообразной стороной с металлическим ограждением. В 1911 году в центре площади предполагалось разбить сквер с цветниками, фонтаном (или статуей), символизирующими Россию. Вдоль дорог от Троицкого моста хотели установить беломраморные статуи царственных персон дома Романовых. Предлагалось переименовать в Романовскую площадь. Площадь обнести изящной решеткой, а между статуями установить небольшие фонтаны.
Статус площади повысился после сооружения в 1897—1903 году постоянного Троицкого моста, одновременно с этим были возведены гранитные набережные Императора Петра Великого и Троицкая. В результате подсыпки земли, береговая линия переместилась на несколько десятков метров южнее. От моста с западной стороны проложен новый проезд, начало Каменноостровского проспекта. Доминантой оставался Троицкий собор, переживший пожар в 1913 году. 9 января 1905 года на площади войска расстреляли мирное шествие рабочих. В марте- июле 1917 года здесь перед особняком Кшесинской проходили митинги и демонстрации.
В 1927 году на площади хотели поставить памятник-мавзолей деятелям Октябрьской революции. В 1929—1933 годах на восточной границе возведён известный Дом политкаторжан — дом 1, в 1956 году — дом 3 (для «ЛенНИИпроекта», возведен по проектам Олега Гурьева, в 2022 году объявлен выявленным объектом культурного наследия). В 1933 году разобран Троицкий собор, территория заросла травой и кустарниками.
В 1948 году на площади был разбит парадный паркетный сквер (архитекторы Н. В. Баранов и О. И. Гурьев), ставший продолжением Александровского парка. Основу планировки сквера составили открывающие перспективу в сторону Петровской набережной и Невы, три параллельные аллеи, связанные между собой поперечными дорожками. Северная часть выделена круглой площадью в средней части с лучевыми дорожками по осям. Южная часть с квадратной площадкой и круглыми боскетами и цветочными клумбами.
В 1990 году в сквере рядом с Домом политкаторжан, многие жители которого были репрессированы, был установлен Соловецкий камень. На этом месте предполагалось установить памятник жертвам политических репрессий.
В 2003 году — к 300-летию Петербурга — на площади построили часовню Троицы Живоначальной.

## Ансамбль площади

### Сквер на Троицкой площади
Сквер на Троицкой площади был разбит в 1903—1905 годах садовым мастером В.И. Визе. Сквер площадью 0,55 га восточнее проезда к Троицкому мосту с металлическим ограждением имел форму вытянутого треугольника с дугообразной стороной. Со всех сторон посажены тополя. В 1950 году на площади по проекту архитекторов Н. В. Баранова и О. И. Гурьева разбит партерный сквер, рассечённый аллеями, по сторонам высажены липы.

### Дом политкаторжан(Троицкая площадь, дом 1,Петровская набережная, дом 2)
Жилой дом Общества бывших политкаторжан или Дом политкаторжан. Здание в стиле конструктивизм построено в 1933 году по проекту архитекторов Г. А. Симонова, П. В. Абросимова, А. Ф. Хрякова. Задумывался как дом-коммуна «Общества бывших политкаторжан и ссыльнопоселенцев» предназначенная для контингента жильцов — семей бывших политических узников царизма, где в значительной мере был обобществлен быт. В квартирах не было индивидуальных кухонь, но было много общественного пространства: театр на 500 мест, столовая, комнаты для занятий, библиотека, гостиные, детский сад, на крыше — солярий и видовая площадка. Фасад здания  представляет сочетание различных объёмов, ленточное остекление, многочисленные балконы подчеркивают пластическую экспрессию и динамику композиции. Со временем провели перепланировку помещений, превратив его в жилое здание, детский сад и библиотека остались. Некоторые помещения первого этажа отданы тресту «Севзапмонтажавтоматика» Министерства монтажных и специальных строительных работ СССР.

### Жилой дом. Институт Ленпроект (Троицкая площадь, дом 3—5,улица Куйбышева, дом 1)
Жилой дом или Институт Ленпроект или Институт ЛенНИИпроект. Здание в стиле сталинский неоклассицизм построено в 1956 году по проекту архитекторов О. И. Гурьева, Я. Н. Лукина, А. П. Щербенка, Н. В. Максимова. Два здания составляют единое целое, объединённые стилистически и композиционно. Фасад здания ЛенНИИпроекта оформлен монументальным колоннами на портике, отделан рустами. Фасад жилого дома с обилием колонн и полуколонн, расположенных поэтажно. В доме жил первый секретарь Ленинградского обкома КПСС Г. В. Романов, установлена мемориальная доска.В доме располагался институт «ЛенНИИпроект». В 2024 году дом включен в реестр объектов культурного наследия.

### Особняк Кшесинской(улица Куйбышева, дом 2-4)
Особняк М.Ф. Кшесинской или Музей революции или Музей политической истории. Здание в стиле модерн построено по проекту архитектора  А.И. фон Гогена в 1906 году для прима-белерины Матильды Феликсовне Кшесинской. Архитектура привлекает внимание свободной асимметричной композицией, элегантностью, разнообразием форм. Разная высота его частей, размеры окон повторяют особенности внутренней планировки. Ограда полисадника и беседка завершают облик здания. Кшесинская с семьёй жила этом доме в 1908 — 1917 годы. С марта по июль 1917 года в особняке находился штаб большевистской партии. После Октября 1917 года в особняке размещался ряд государственных учреждений, а в 1937 года особняк был передан Музею С.М. Кирова. В 1955 года сюда из Зимнего дворца переехал музею революции. С 1991 года в здании располагается Музей политической истории России.

- Дом политкаторжан
- Жилой дом. Институт Ленпроект
- Особняк Кшесинской
- Соловецкий камень

### Соловецкий камень
Соловецкий камень — памятник жертвам политических репрессий в СССР и борцам за свободу на Троицкой площади доставлен и установлен в необработанном виде на уже существовавшем с 1990 года постаменте 22 августа 2002 года. Привезён с Соловецких островов в Белом море, с территории располагавшегося там бывшего Соловецкого лагеря особого назначения. Ежегодно 5 сентября в День памяти жертв Красного террора и 30 октября в День памяти жертв политических репрессий у Соловецкого камня в Санкт-Петербурге проходят траурные мероприятия, в том числе, например, «Возвращение имён».

### Часовня Троицы Живоначальной(Троицкая площадь, дом 2)
Часовня во имя Троицы Живоначальной в честь 300-летия Санкт-Петербурга. Часовня возведена в юго-западной части площади, возле набережной Невы в память о снесённом Троице-Петровском соборе, находившемся на площади, но немного в другом месте. Часовня освящена 23 мая 2003 года. Архитекторы А. Кицула, А. Михалычев, Г. Рыбаков. В часовне регулярно совершаются богослужения.
- Троицкий собор. 
Фото 1888 год
- Президент Франции Э.Лубе отъезжает от Троицкого собора. 
Май 1902 год
- Троицкий собор после пожара 7 февраля 1913 года
- Современная Троицкая часовня

## Транспорт
Ближайшая станция метро:  «Горьковская» (510 метров). На площади есть остановки общественного транспорта «Троицкая площадь», на них останавливаются автобус №28, 46, трамвай №3, 6, 40.